# پیمان فلوریدا
پیمان فلوریدا یا خرید فلوریدا یا پیمان آدامز انیس نام پیمانی است که در سال ۱۸۱۹ بین آمریکا و اسپانیا منعقد شد که بر طبق آن، فلوریدا جزئی از خاک آمریکا می‌شود و مرزی رسمی بین آمریکا و اسپانیای نو (مکزیک امروزی) تشکیل می‌گردد.
فلوریدا به باری سنگین برای اسپانیا تبدیل شده بود که توانایی ارسال شهرک نشین یا پادگان را نداشت، بنابراین دولت اسپانیا تصمیم گرفت در ازای حل و فصل اختلافات مرزی در امتداد رودخانه سابین در تگزاس اسپانیا سرزمین را به ایالات متحده واگذار کند. این معاهده مرز خاک ایالات متحده و ادعاهای خود را از طریق کوه‌های راکی و غرب تا اقیانوس آرام تعیین کرد، در ازای پرداخت مطالبات ساکنان ایالات متحده علیه دولت اسپانیا تا سقف ۵ میلیون دلار و تسلیم ادعاهای ایالات متحده در مورد بخشهایی از اسپانیایی با توجه به خرید لوئیزیانا، تگزاس در غرب رودخانه سابین و سایر مناطق اسپانیا. این پیمان تنها ۱۸۳ روز کامل باقی ماند: از ۲۲ فوریه ۱۸۲۱، تا ۲۴ اوت ۱۸۲۱، زمانی که مقامات نظامی اسپانیا پیمان قرطبه را به رسمیت شناختن استقلال مکزیک امضا کردند. اسپانیا آن معاهده را رد کرد، اما مکزیک به‌طور مؤثر کنترل مستعمره سابق اسپانیا را به دست گرفت. معاهده حدود بین مکزیک و ایالات متحده، در سال ۱۸۲۸ امضا شد و در سال ۱۸۳۲ لازم‌الاجرا بود، مرزی را که توسط پیمان آدامز-اونیس تعریف شده بود، به عنوان مرز بین دو ملت شناخته شد.

## تاریخچه

### اسپانیا
اسپانیا مدتها تلاش مکرر آمریکا برای خرید فلوریدا را رد کرده بود. اما در سال ۱۸۱۸، اسپانیا با یک وضعیت استعماری نگران کننده روبرو بود که در آن سقوط فلوریدا معنی داشت. اسپانیا در اثر جنگ شبه جزیره (۱۸۱۴–۱۸۰۷) علیه ناپلئون در اروپا خسته شده بود و نیاز به بازسازی اعتبار و حضور در مستعمرات خود داشت. انقلابیون در آمریکای مرکزی و آمریکای جنوبی از سال ۱۸۱۰ جنگهای استقلال را آغاز کرده بودند. اسپانیا تمایلی به سرمایه‌گذاری بیشتر در فلوریدا، تجاوز به مهاجران آمریکایی نداشت و نگران مرز بین اسپانیا جدید (منطقه وسیعی از جمله مکزیک امروز، آمریکای مرکزی) بود. و بیشتر ایالات غربی فعلی ایالات متحده) و ایالات متحده. با حضور ناچیز نظامی در فلوریدا، اسپانیا قادر به مهار رزمندگان سمینوئل نبود که به‌طور روزمره از مرز عبور می‌کردند و به روستاها و مزارع آمریکایی حمله می‌کردند و همچنین از پناهندگان برده جنوبی در برابر مالکان برده و بازرگانان جنوب ایالات متحده محافظت می‌کردند.
در حالی که جنگ با بردگان، قانون شکنان و بومیان آمریکایی آفریقایی‌تبار در جورجیا تحت کنترل ایالات متحده در جنگ اول سمینول، فرار کرد، ژنرال آمریکایی اندرو جکسون آنها را به فلوریدا اسپانیا تعقیب کرد. او فورت اسکات، در مرز جنوبی جورجیا (یعنی ایالات متحده) را ساخت و از آن برای تخریب قلعه نگرو در شمال غربی فلوریدا استفاده کرد، که صاحبان مزارع جورجیا وجود آن را به عنوان یک خطر مخرب غیرقابل تحمل تلقی می‌کردند.
برای جلوگیری از حمله سمینوئل مستقر در شرق فلوریدا به شهرک‌های جورجیا و ارائه بهشت‌هایی برای بردگان فراری، ارتش ایالات متحده به‌طور فزاینده ای از هجوم مکرر به خاک اسپانیا استفاده می‌کند. این شامل مبارزات ۱۸۱۷–۱۸۱۸ توسط اندرو جکسون بود که به عنوان اولین جنگ سمینو شناخته شد، و پس از آن ایالات متحده به‌طور مؤثر کنترل شمال شرقی فلوریدا را به دست گرفت. البته برای اهداف دولت و اداره قانونی در جورجیا و نه برای الحاق کامل قلمرو برای ایالات متحده
آدامز گفت که آمریکا مجبور بود کنترل خود را بدست آورد زیرا فلوریدا (در امتداد مرز جورجیا و سرزمین آلاباما) "به یک کشور متروک در برابر اشغال هر دشمن، متمدن یا وحشی، از ایالات متحده تبدیل شده‌است و هیچ هدف زمینی دیگری جز این ندارد. پست دلخوری از آنها. " اسپانیا خواستار مداخله انگلیس شد، اما لندن از کمک به اسپانیا در مذاکرات خودداری کرد. برخی از کابینه رئیس‌جمهور مونرو خواستار برکناری فوری جکسون به دلیل حمله به فلوریدا شدند، اما آدامز فهمید که موفقیت او موقعیت مطلوبی را برای ایالات متحده به ارمغان آورده‌است. آدامز توانست با شرایط بسیار مطلوبی مذاکره کند.

### لوئیزیانا
در سال ۱۵۲۱، امپراتوری اسپانیا Virreinato de Nueva España (نایب السلطنه اسپانیا جدید) را برای اداره فتوحات خود در دریای کارائیب، آمریکای شمالی و بعداً اقیانوس آرام ایجاد کرد. در سال ۱۶۸۲، La Salle ادعا کرد که لوئیزیانا برای فرانسه است. برای امپراتوری اسپانیا، این یک نفوذ به مرزهای شمال شرقی اسپانیا جدید بود. در سال ۱۶۹۱، اسپانیا استان Tejas را ایجاد کرد تا کوشش کند محل استقرار فرانسه در غرب رودخانه می‌سی‌سی‌پی را مهار کند. لوئی پانزدهم پادشاه فرانسه از ترس از دست دادن سرزمین‌های آمریکایی خود در جنگ هفت ساله، لوئیزیانا را با پیمان مخفی فونتن‌بلو در سال ۱۷۶۲ به کارلوس سوم پادشاه اسپانیا واگذار کرد. رودخانه می‌سی‌سی‌پی به بخشی از آمریکای شمالی بریتانیا و بخشی در غرب رودخانه تبدیل به منطقه لوئیزیانا در اسپانیا جدید می‌شود. این تهدید فرانسه را از بین برد و استانهای لوئیزیانا، تجاس و سانتافه دو نوئو مکزیکو در اسپانیا فقط با مرزهای کاملاً مشخص زندگی می‌کردند. در سال ۱۸۰۰، ناپلئون بناپارت اولین کنسول فرانسه، پادشاه کارلوس چهارم اسپانیا را مجبور کرد تا با پیمان نامه مخفی سوم سان ایلدفونسو، لوئیزیانا را به فرانسه واگذار کند. اسپانیا مدیریت لوئیزیانا را تا سال ۱۸۰۲ ادامه داد، زمانی که اسپانیا این منطقه را به فرانسه منتقل کرد. سال بعد، ناپلئون این سرزمین را به ایالات متحده فروخت تا برای فعالیت‌های نظامی خود پول جمع کند.
ایالات متحده و امپراتوری اسپانیا در مورد مرزهای سرزمینی خرید لوئیزیانا در سال ۱۸۰۳ اختلاف نظر داشتند. ایالات متحده ادعای فرانسه مبنی بر اینکه لوئیزیانا شامل رود می‌سی‌سی‌پی و «تمام سرزمین‌هایی است که آب آنها به آن می‌رود» را حفظ کردند. در غرب نیواورلئان، ایالات متحده ادعای فرانسویان را دربارهٔ سرزمین‌های شرقی و شمالی رودخانه سابین فرض کرد. اسپانیا ادعا کرد که تمام زمین‌های غرب رودخانه کالکاسیو و جنوب رودخانه آرکانزاس متعلق به Tejas و Santa Fe de Nuevo México است.